# 可能吧
可能吧是一个多人供稿的中文原创博客，采用WordPress架设。最初为Jason Ng的个人博客，创建于2007年4月。2009年4月，博客开始增加作者，随后接受投稿，现有7名作者，已成为中文博客圈著名IT博客之一。2009年可能吧创始人Jason Ng参加了Wordcamp 2009、中文网志年会、PLOGit等活动，提升了影响力。2010年初可能吧获得搜狐2009年度优秀独立博客奖。2010年3月，可能吧因参加第六届德国之声国际博客大赛于2010年4月15日被评为最佳中文博客评委奖。
可能吧围绕“趣味互联网生活”这一中心展开，在服务器位于中国大陆时，因部分文章触及敏感事件，曾多次遭到删文。特别是在几次重大互联网事件——谷歌退出中国、绿坝、个人网站备案、反低俗运动中，可能吧发表过多篇批评相关部门做法的文章。
在中文博客圈中可能吧十分注重排版，标志性的“绿条”以及层级结构受到许多赞赏和模仿。
2009年11月27日，可能吧的一篇文章在凤凰卫视上报道。
因发表声援Google退出中国的文章，可能吧于2010年3月23日下午被GFW屏蔽。，2010年5月5日，可能吧的新IP再次被GFW屏蔽并遭到DNS污染。可能吧使用了HTTPS对连接进行加密，2013年4月，加密后的网页一度可以从中国大陆正常访问。